# Alfons Maertens
Alfons Maertens (Brugge, 1 november 1890 - 26 november 1941) was een Belgisch rooms-katholiek priester, liturgist, historicus en stoetenbouwer.

## Levensloop
Maertens was de zoon van de Bruggelingen Edouard Maertens en Maria Blondeel. Tot priester gewijd, werd hij pastoor van de kerk van Onze-Lieve-Vrouw ter Potterie. Hij was tevens bestuurder van de Sint-Godelieveschool en van de Vrije Kantschool.
Hij vernieuwde het interieur van de Potteriekerk en van het aanpalende museum.
In 1931 leidde hij een grondige vernieuwing van de Heilig Bloedprocessie. Het thema Bloed was het bindmiddel tussen de drie delen van de processie: het Heilig Bloed voorafgebeeld (Oud Testament), het Heilig Bloed vergoten (Nieuw Testament), het Heilig Bloed onthaald en vereerd. De processie werd gekenmerkt door de afwisseling tussen zingende, sprekende en stille groepen. Op het einde van de jaren 1950 leek de thematiek verouderd en waren de kostuums tot op de draad versleten, zodat opnieuw vernieuwing tot stand kwam.
Onder de schuilnaam Pax schreef Maertens toneelstukken voor de Liturgische Toneelserie, onder de leiding van Dom Modest Van Assche en uitgegeven door de Uitgeverij Excelsior van Achiel Geerardyn.
Samen met Kamiel Callewaert was hij adviseur voor de liturgie bij de West-Vlaamse priesters en bij de fabrikanten van kerkgewaden, zoals het huis Grossé.

## Publicaties
- Notre Dame de la Poterie (1930)
- Onze-Lieve-Vrouw van de Potterie (1937 & 1939)
- Gids der Brugsche godshuizen (1940)
- Toneelwerk:
  - De heilige Nacht,
  - Sint-Cecilia,
  - De Blijde Boodschap,
  - De Drie Koningen,
  - Pascha.